# Valéry Giscard d’Estaing
Valéry Marie René Giscard d’Estaing, född 2 februari 1926 i Koblenz i Tyskland, död 2 december 2020 i Authon i Loir-et-Cher, var en fransk politiker. Han var Frankrikes president och furste av Andorra 1974–1981.
Ursprungligen finansminister i olika omgångar valdes Giscard d’Estaing efter Georges Pompidous död 1974 till president med knapp marginal över socialisten François Mitterrand. Han försökte vitalisera gaullisterna på en progressivt borgerlig linje och genomförde som president en rad reformer; skilsmässolagstiftning och abortlagstiftning liberaliserades, rösträtts- och myndighetsålder sänktes. Ekonomiska problem, som ändade mer än ett decennium av hastig tillväxt, undergrävde hans ställning, och 1981 besegrades han med knapp marginal av Mitterrand. Det av honom grundade liberala partiet UDF förblev efter Socialistpartiet och UMP länge det tredje mest betydelsefulla partiet i fransk politik.
Giscard d’Estaing lämnade nationalförsamlingen 2002. Under senare år hade han lett arbetet inom Europeiska konventet med att ta fram förslaget till Europeiska konstitutionen. År 2003 invaldes han i Franska akademin på stol nummer sexton. Under Giscard d’Estaings styre genomfördes de sista tre giljotineringarna i Frankrike, den sista 1977.

## Biografi
Valéry Giscard d’Estaing föddes som son till Edmond Giscard d’Estaing, inspektör vid Frankrikes finansministerium och medlem av Institut de France, och May Giscard d’Estaing, född Bardoux. Han föddes i Koblenz då hans far var stationerad i den franska ockupationsstyrkan i Rhenlandet. Han deltog redan vid 17 års ålder i franska motståndsrörelsen (la Résistance) mot den tyska ockupationen. Efter skolgång i Clermont-Ferrand deltog han som nyss fyllda 18 år i slutfasen av andra världskriget som soldat. Han deltog med det fria Frankrikes styrkor i avancemanget mot Nazityskland. Därefter gick han ett förberedande år i Paris för att därefter börja vid Lycée Louis-le-Grand på École Polytechnique. Han tillhörde de första avgångsklasserna vid École nationale d’administration. År 1952 gifte han sig med Anne-Aymone Sauvage de Brantes. De fick fyra barn: Valérie-Anne, Henri, Louis och Jacinte.

### Karriär

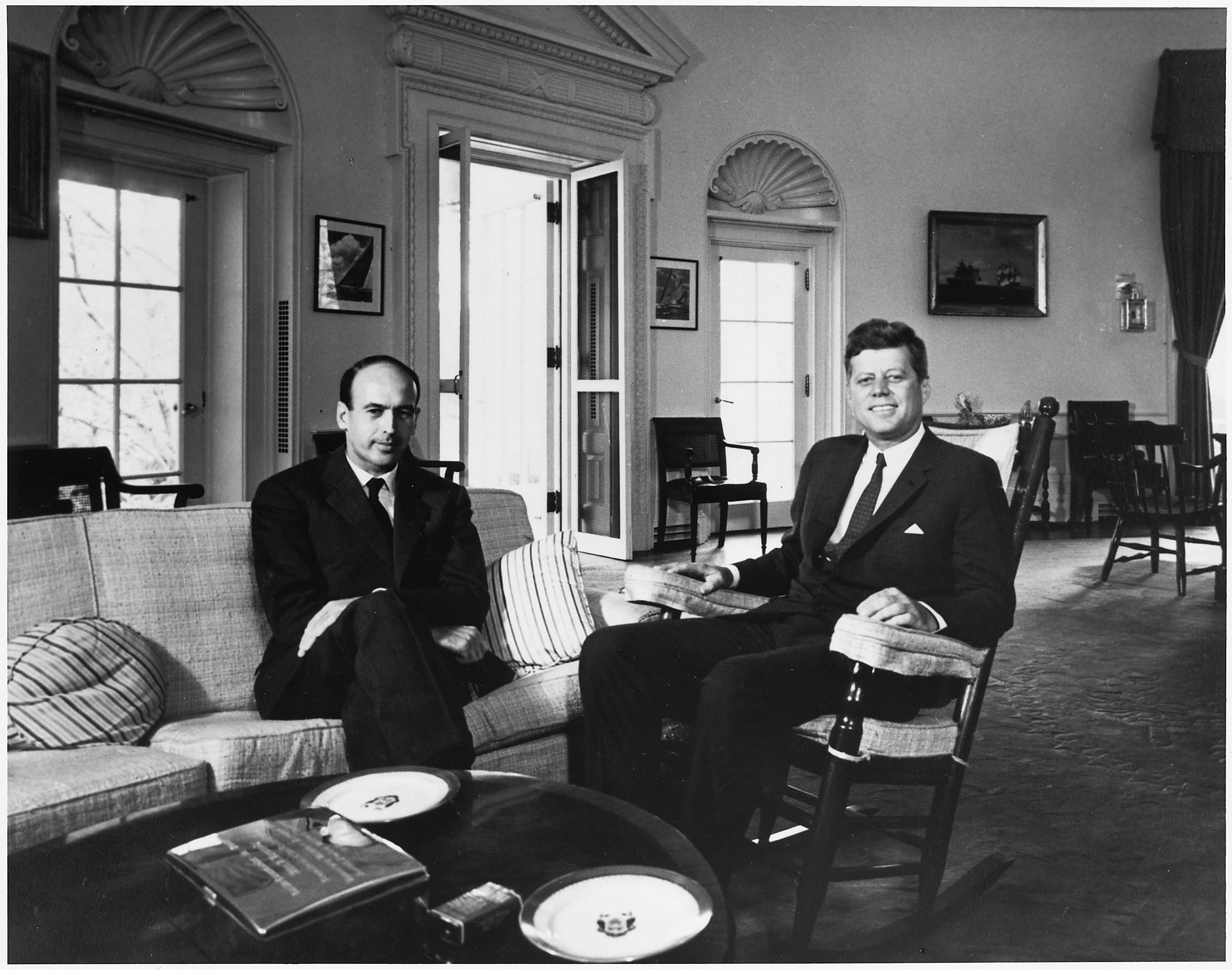
Valéry Giscard d'Estaing och USA:s president John F. Kennedy i Vita huset 1962.

År 1952 inledde Giscard d’Estaing sin yrkeskarriär på finansinspektionen, med sin far som förebild. Där stannade han fram till 1956, då han istället blev parlamentsledamot för Département Puy-de-Dôme, en post som redan hans farfar hade. Den 2 januari 1956 valdes han in som ledamot i Nationalförsamlingen. Från 1956 och fram till 1958, då Charles de Gaulle genomförde sin författningsreform, var Giscard d’Estaing medlem av den franska delegationen vid Förenta Nationerna (FN). 1962[källa behövs] blev han statssekreterare vid finansministeriet och hade betydande framgångar inom hushålls-, stabilitets- och valutapolitiken. En kort tid senare valdes han på förslag av premiärministern Georges Pompidou och av president de Gaulle till finansminister och minister för näringslivsfrågor, en post han innehade fram till 1966.
Snart började Giscard d’Estaings popularitet att dala. Han lyckades vid nästa val 1965 med liten marginal besegra sina motståndarkandidater och i början av 1966 överlämnade president de Gaulle finansministeriet till Michel Debré. Fram till att han valdes till president 1974 behöll Giscard d’Estaing sin plats i nationalförsamlingen. Efter splittringen av hans parti, republikanerna, blev han ledare för Républicains Indépendents. Han bekände sig första gången öppet till målet om ett europeiskt enande och i samband med detta Storbritanniens ansökan om medlemskap Europeiska gemenskaperna (EG) 1969. Hans parti förlorade valet 1968. Efter att Georges Pompidou valts till president gavs Giscard d’Estaing åter förtroendet för finans- och näringslivsministeriet, i Jacques Chaban-Delmass regering 1969–1972 och i Pierre Messmers regering 1972–1974.
Gaullisten Jacques Chiracs stöd möjliggjorde för Giscard d’Estaing att vinna den första valomgången av presidentvalet 1974 mot Chaban-Delmas. I den andra valomgången vann Giscard d’Estaing mot François Mitterrand med 50,81 procent av rösterna, varmed han som yngsta kandidat med sina 48 år tog över presidentskapet.

### Frankrikes president

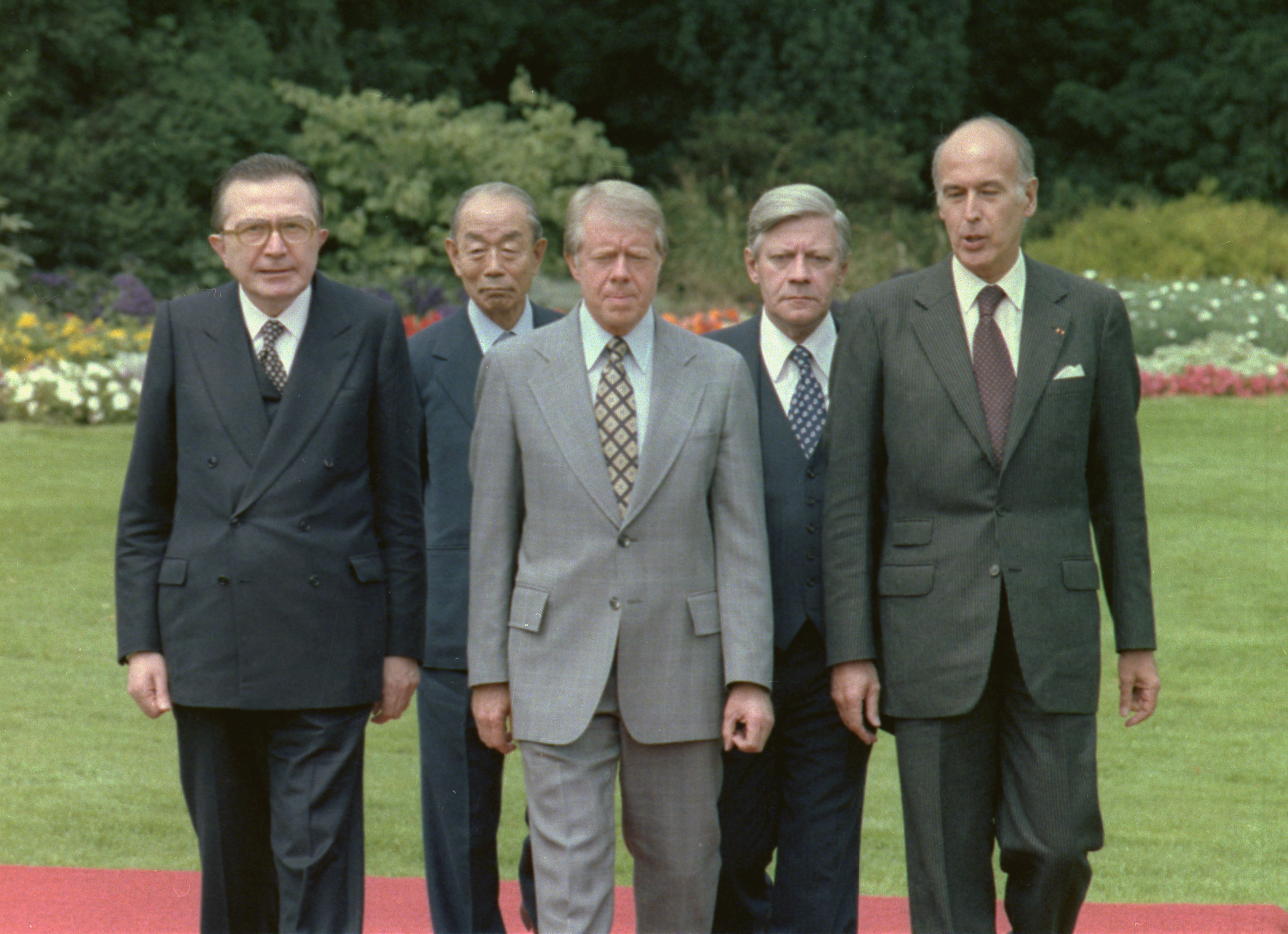
Valéry Giscard d’Estaing tillsammans med Giulio Andreotti, Takeo Fukuda, Jimmy Carter och Helmut Schmidt på G7-mötet i Bonn 1978.

Giscard d’Estaing var Frankrikes president från 1974 till 1981. Som president utnämnde Giscard d’Estaing Chirac till premiärminister, men det blev spänningar mellan de båda och 1976 trädde Chirac tillbaka. I augusti inträdde Raymond Barre som Chiracs efterträdare, och Giscard d’Estaing förberedde med den nye efterträdaren en omfattande plan för en näringslivs- och socialreform. Under Giscard d’Estaings presidenttid kom reformer som lag om skilsmässa från en part, abortlag och att myndighetsåldern sänktes från 21 till 18 år.
Giscard d’Estaing var en ivrig förespråkare för den europeiska integrationen och som president låg han bakom regelmässiga europeiska toppmöten, vilket ledde till bildandet av Europeiska rådet, och stödde utökandet av Europaparlamentets befogenheter, inte minst i frågor om budgetbeslut. År 1979 genomfördes det första direktvalet till Europaparlamentet. Giscard d’Estaing betonade Frankrikes ekonomiska och politiska position gentemot afrikanska stater men också gentemot supermakterna; han betonade återkommande sitt lands fulla politiska handlingsfrihet och att landet aldrig skulle få degraderas till ”en supermakts provins”. Han uppmanade Västtyskland att stärka Europas roll i världspolitiken, vilket ledde till ett större spelrum för den tyska utrikespolitiken. Giscard d’Estaing hade ett väl fungerade samarbete med Helmut Schmidt som intensifierade de fransk-tyska relationerna.
Giscard d’Estaing hyste en stor vilja att modernisera och han förändrade flera av den franska statens symboler: en mindre intensiv färg på trikoloren, en anpassning av tonen och rytmen när nationalsången spelades, tal på engelska, förenklande av föreskrifter och försök att hålla en närhet till befolkningen. Hans tid som president präglades av konsekvenserna efter oljekrisen. Han införde sommartid 1975 för det nödvändiga energisparandet. Samtidigt hade landet stora problem inom industrin och en ny massarbetslöshet. Barres regering lyckades inte bromsa utvecklingen. EG-staterna var tvungna att hantera den höga inflation som följde oljekrisen och kollapsen av Bretton Woodssystemet varpå ett europeiskt valutasystem, EMS (valutaormen), skapades för att reducera växlingsriskerna mellan de europeiska valutorna. Denna låtsasvaluta som skapades genom valutaormen kallas ECU och var en föregångare till euron.
Det nära, vänskapliga samarbetet med Schmidt, med stor överensstämmelse vad gäller finans- och näringslivspolitiken, ledde till att de utvecklade informella toppmöten mellan de ekonomiskt viktigaste staterna USA, Kanada, Japan, Frankrike, Storbritannien, Tyskland och Italien (G7). Det första mötet ägde rum på slottet Rambouillet på inbjudan av Giscard d’Estaing, där ledarna möttes utan fasta dagordningar, protokoll eller stora staber.
Under Giscard d’Estaings tid som president skedde en skandal när han vid ett statsbesök hos diktatorn Jean-Bédel Bokassa i Centralafrikanska republiken tog emot diamanter som gåva. Han gav tillbaka presenterna, men hans anseende tog skada inför det stundande presidentvalet 1981. François Mitterrand var åter motståndare; Giscard d’Estaing fick 48,25 procent av rösterna och tvingades se sig besegrad.

### Efter 1981
Giscard d’Estaing fick som före detta president erbjudandet om att sitta med i det franska författningsrådet, men valde att tacka nej för att kunna behålla varje form av fritt meningsyttrande. År 1986 blev han trots allt medlem i rådet. Under en kort tid var han ledare för det liberala partiet Union pour la Démocratie Française (UDF) som han hade varit med och grundat 1978.
Giscard d’Estaing lade ned sin politiska karriär på nationell nivå, och inriktade sig istället på en politisk karriär på regional och europeisk nivå. 1989–1993 var Giscard d’Estaing ledamot av Europaparlamentet. Han ägnade sig också åt författande och 1994 gav han ut en roman. Han engagerade sig länge i frågor om Europas enande. Vid det europeiska toppmötet i Laeken i december 2001 valdes han till ordförande för Europeiska konventet. Dess uppgift var att skapa en europeisk författning som sedan lades fram den 15 juli 2003 (Fördrag om upprättande av en konstitution för Europa). För sitt arbete som ordförande för det europeiska konventet tilldelades han 2003 års Karlspreis. Den 11 december 2003 valdes han in på plats sexton i Franska akademin som efterträdare till den bortgångne Léopold Sédar Senghor. År 2004 drog han sig tillbaka från den aktiva politiken.
År 2006 blev han hedersmedborgare i födelsestaden Koblenz. Den 24 januari 2006 tilldelades Valéry Giscard d’Estaing och Helmut Schmidt Adenauer-de Gaulle-priset för sina insatser för det fransk-tyska samarbetet.
Han avled 2020, 94 år gammal, i sviterna av covid-19.